# Gunnel Stenbäck
Gunnel Margareta Stenbäck, född 21 september 1914 i Lumparland på Åland, död 30 november 2024, var en finlandssvensk skolledare och superhundraåring samt ett tag den äldsta i Finland. 
Stenbäck, som var prästdotter, avlade studentexamen vid Kotka Svenska Samskola 1933. Därefter studerade hon vid Helsingfors diakonissanstalt och blev färdig diakonissa 1943. 1969 avlade hon licentiatexamen i statsvetenskap. Hon arbetade som föreståndare för Diakoninstitutet och hade yrkestiteln direktör innan hon gick i pension 1977.